# Victor Garber
Victor Joseph Garber (London, Ontario; 16 de marzo de 1949) es un cantante y actor de cine, teatro y televisión canadiense; ha sido nominado seis veces al Emmy.

## Carrera
Victor Garber tiene orígenes ruso-judíos. Tiene un hermano y una hermana. Su madre, Hope Garber, falleció en 2005; su padre falleció en 1993.
Actor de teatro durante más de dos décadas, Victor Garber ha aparecido en comedias y musicales en Broadway (Nueva York) que le han llevado a ganar varias nominaciones a los premios Tony ―por Deathtrap (como actor principal), Little Me (como actor en musical), Lend Me a Tenor (como actor), y Damn Yankees (como actor en musical)―. Su carrera televisiva y cinematográfica se ha mantenido siempre en un segundo plano con la realización de papeles secundarios.
El primer éxito en teatro de Garber se dio en Toronto (Canadá), donde se representó la obra de teatro Godspell (1972), obra de teatro en la que Garber interpretó a Jesús. Otros actores famosos de aquella obra son Martin Short y Andrea Martin.
Un año después, Garber interpreta a este personaje en la versión cinematográfica del musical pero decide volver al teatro y dejar el mundo del cine. En Broadway ha interpretado, entre otras, Noises Off (1983), de Michael Frayn. Después de veinte años, regresó al cine con papeles como 
el de un agente que roba los clientes a Michael J. Fox y Nathan Lane en la película La vida con Mickey (1993) del director James Lapine;
un amigo de Tom Hanks en la película Algo para recordar (1993), de Nora Ephron; y el exmarido de Goldie Hawn en The First Wives Club (1996).
No obstante, el papel cinematográfico más importante de Garber fue en la película Titanic (1997), de James Cameron, en la que representa al diseñador del Titanic, Thomas Andrews, quien espera tranquilamente el inexorable hundimiento del enorme transatlántico.
Desde 2001 y hasta 2006 comenzó a ser una cara conocida en la pequeña pantalla al interpretar a Jack Bristow, junto a Ron Rifkin (interpretaba a Arvin Sloane, enemigo y amigo), Jennifer Garner (interpretaba a Sydney Bristow, su hija) y Lena Olin (interpretaba a Irina Derevko, su mujer) en la aclamada serie creada por J. J. Abrams, Alias. También interpretò al líder de un bufette de abogados y docente de Harvard, el profesor Callahan en Una rubia muy legal (2001) junto a Reese Witherspoon.
Tras el final de Alias, en 2006 participó en la serie del canal FOX sobre abogados Justice.
En 2008 caracterizó a Jordan Wethersby, uno de los socios principales y fundadores de una firma de abogados en la serie Eli Stone.
Desde 2014 aparece en la serie The Flash encarnando al profesor Martin Stein en la primera y segunda temporada, y en 2016 repite este papel como parte del elenco principal de DC's Legends of Tomorrow. En 2016 regreso a The Flash como invitado especial. En 2017 participó del crossover Crisis en Tierra-X, interpretando a Stein en las series Supergirl, Arrow, The Flash y Legends of Tomorrow.

## Vida privada
Garber es homosexual. En abril de 2012, Victor Garber mencionó públicamente que mantenía una relación desde 1999 con el artista Rainer Andreesen, con quien vive en Nueva York.
Sin embargo la noticia no trascendió hasta enero de 2013. En octubre de 2015 anunció que se habían casado.